# (464099) 2014 WA394
(464099) 2014 WA394 es un asteroide perteneciente al cinturón de asteroides, descubierto el 17 de enero de 2007 por el equipo Spacewatch desde el Observatorio Nacional de Kitt Peak (Arizona, Estados Unidos).